# Katharina Heinz
Katharina Heinz (Siegen, 27 de junio de 1987) es una deportista alemana que compitió en skeleton. Ganó una medalla de plata en el Campeonato Europeo de Skeleton de 2012.

## Palmarés internacional
| Campeonato Europeo | Campeonato Europeo   | Campeonato Europeo | Campeonato Europeo |
| Año                | Lugar                | Medalla            | Prueba             |
| ------------------ | -------------------- | ------------------ | ------------------ |
| 2012               | Altenberg (Alemania) | Medalla de plata   | Individual         |